# بونزانو مونفيراتو
بونزانو مونفيراتو (بالإيطالية: Ponzano Monferrato)‏ هي بلدية في مقاطعة ألساندريا في إقليم بييمونتي في إيطاليا.

## السكان
في سنة 1861 بلغ عدد السكان 1٬005 نسمة، وتطور العدد ليصل في سنة 2011 لـ 380 نسمة.
يظهر هذا المخطط البياني تطور النمو السكاني لـ بونزانو مونفيراتو

## أعلام
- كارلو كوزيو